# 418 Alemannia
Alemannia (asteroide 418) é um asteroide da cintura principal com um diâmetro de 34,1 quilómetros, a 2,2819678 UA. Possui uma excentricidade de 0,119635 e um período orbital de 1 524,29 dias (4,18 anos).
Alemannia tem uma velocidade orbital média de 18,49989973 km/s e uma inclinação de 6,82571º.
Esse asteroide foi descoberto em 7 de Setembro de 1896 por Max Wolf.